# Lithospermum muelleri
Lithospermum muelleri är en strävbladig växtart som beskrevs av Ivan Murray Johnston. Lithospermum muelleri ingår i släktet stenfrön, och familjen strävbladiga växter. Inga underarter finns listade i Catalogue of Life.